# 温故知新
| ウィキペディアには「温故知新」という見出しの百科事典記事はありません（タイトルに「温故知新」を含むページの一覧/「温故知新」で始まるページの一覧）。 代わりにウィクショナリーのページ「温故知新」が役に立つかもしれません。 |